# Адамов, Леонард Илларионович
Леона́рд Илларио́нович Ада́мов (10 марта 1941, Одесса — 9 ноября 1977, Минск) — советский футболист, нападающий. Игрок сборной СССР.

## Биография
Один из ведущих игроков «Динамо» (Минск) в 60-е годы. Вызывался в сборную СССР (сыграл в одном матче — против Югославии). По окончании карьеры на тренерской работе. Покончил жизнь самоубийством из-за многочисленных измен жены.

## Достижения
- Чемпион СССР 1962